# Sesostrellus gibbosus
Sesostrellus gibbosus is een hooiwagen uit de familie Assamiidae.